# Estadio Manuel Gómez Arellano
El Estadio Manuel Gómez Arellano fue un recinto deportivo para la práctica del fútbol ubicado en la ciudad peruana de Chimbote, en el departamento de Áncash.
Poseía una capacidad para quince mil espectadores y era la sede alterna del José Gálvez FBC para jugar sus partidos de local. Fue el primer escenario chimbotano hasta la inauguración del estadio Manuel Rivera Sánchez en 2007.
En junio de 2009, el IPD transfirió el recinto a la Municipalidad Provincial del Santa para que esta asuma los gastos de mantenimiento y remodelación. Actualmente se encuentra un poco descuidado, puesto que los problemas de corrupción que atraviesa esta región peruana han hecho que se encuentre en crisis la municipalidad, por lo que solo se gasta en lo realmente urgente, dejando este estadio parcialmente abandonado.

## Partidos internacionales
| Fecha     | Local            | Resultado | Visitante        | Competición        |
| --------- | ---------------- | --------- | ---------------- | ------------------ |
| 19-8-1993 | Deportivo Sipesa | 3-2       | Emelec           | Copa Conmebol 1993 |
| 28-8-1993 | Deportivo Sipesa | 1-1       | Atlético Mineiro | Copa Conmebol 1993 |

## Finales y definiciones
| Fecha      | Local       | Resultado | Visitante  | Competición                   |
| ---------- | ----------- | --------- | ---------- | ----------------------------- |
| 18-12-2005 | José Gálvez | 4-1       | Senati FBC | Final Copa Perú 2005 (vuelta) |